# Boris Keller
Boris Aleksandrovitj Keller, född 28 augusti 1874, död 29 oktober 1945, var en rysk botaniker.
Boris Keller blev professor vid lantbrukshögskolan i Voronezj 1913, professor och direktör vid vetenskapsakademiens botaniska institut och trädgård i Leningrad 1931 och i samband med institutets förflyttning i Moskva från 1936. Keller gjorde resor till Sovjetunionens skilda stäpp- och ökenområden, åtnjöt internationellt anseende som utforskare av dess vegetationstyper och gjorde praktiskt värdefulla studier över lantbruksväxter. Han behandlade svartjordsstäppen i Iz oblasti tjernozemno-kovyl’nych stepej (1903), utgav Die Methoden zur Erforschung der ökologie der Steppen- und Wüstenpflanzen (i Handbuch der biologischen Arbeitsmethoden, 11:6, 1932) samt Osnovy evoljucii rastenii (1948), om växternas evolution. Keller var 1933–1937 redaktör för tidskriften Sovjetskaja botanika (tillsammans med B. A. Savitj) samt förestod anläggandet av den nya botaniska trädgården i Moskva.